# Premi Platino a la millor direcció
El Premi Platino a la millor direcció és lliurat anualment al millor director d'una pel·lícula iberoamericana per la Entitat de Gestió de Drets dels Productors Audiovisuals (EGEDA), la Federació Iberoamericana de Productors Cinematogràfics i Audiovisuals (FIPCA) i les acadèmies de cinema iberoamericanes.

## Premis i nominacions
Indica el guanyador o guanyadora en cada edició.

### 2010s
| Edició                  | Director(s)                   | Pel·lícula                           | Ref.   |
| ----------------------- | ----------------------------- | ------------------------------------ | ------ |
| 2014 I Premis Platino   | Amat Escalante                | Heli                                 | [ 1 ]  |
| 2014 I Premis Platino   | Sebastián Lelio               | Gloria                               | [ 2 ]  |
| 2014 I Premis Platino   | Lucía Puenzo                  | Wakolda                              | [ 2 ]  |
| 2014 I Premis Platino   | David Trueba                  | Vivir es fácil con los ojos cerrados | [ 2 ]  |
| 2015 II Premis Platino  | Damián Szifron                | Relatos salvajes                     | [ 3 ]  |
| 2015 II Premis Platino  | Álvaro Brechner               | Mr. Kaplan                           | [ 4 ]  |
| 2015 II Premis Platino  | Ernesto Daranas               | Conducta                             | [ 4 ]  |
| 2015 II Premis Platino  | Alberto Rodríguez Librero     | La isla mínima                       | [ 4 ]  |
| 2015 II Premis Platino  | Mariana Rondón                | Pelo malo                            | [ 4 ]  |
| 2016 III Premis Platino | Ciro Guerra                   | El abrazo de la serpiente            | [ 5 ]  |
| 2016 III Premis Platino | Cesc Gay                      | Truman                               | [ 6 ]  |
| 2016 III Premis Platino | Pablo Larraín                 | El club                              | [ 6 ]  |
| 2016 III Premis Platino | Alonso Ruizpalacios           | Güeros                               | [ 6 ]  |
| 2016 III Premis Platino | Pablo Trapero                 | El Clan                              | [ 6 ]  |
| 2017 IV Premis Platino  | Pedro Almodóvar               | Julieta                              | [ 7 ]  |
| 2017 IV Premis Platino  | Juan Antonio Bayona           | Un monstruo viene a verme            | [ 8 ]  |
| 2017 IV Premis Platino  | Mariano Cohn i Gastón Duprat  | El ciudadano ilustre                 | [ 8 ]  |
| 2017 IV Premis Platino  | Pablo Larraín                 | Neruda                               | [ 8 ]  |
| 2017 IV Premis Platino  | Kleber Mendonça Filho         | Aquarius                             | [ 8 ]  |
| 2018 V Premis Platino   | Sebastián Lelio               | Una mujer fantástica                 | [ 9 ]  |
| 2018 V Premis Platino   | Isabel Coixet                 | La librería                          | [ 10 ] |
| 2018 V Premis Platino   | Álex de la Iglesia            | Perfectos desconocidos               | [ 10 ] |
| 2018 V Premis Platino   | Lucrecia Martel               | Zama                                 | [ 10 ] |
| 2018 V Premis Platino   | Fernando Pérez                | Últimos días en La Habana            | [ 10 ] |
| 2019 VI Premis Platino  | Alfonso Cuarón                | Roma                                 | [ 11 ] |
| 2019 VI Premis Platino  | Álvaro Brechner               | La noche de 12 años                  | [ 12 ] |
| 2019 VI Premis Platino  | Javier Fesser                 | Campeones                            | [ 12 ] |
| 2019 VI Premis Platino  | Cristina Gallego, Ciro Guerra | Pájaros de verano                    | [ 12 ] |

### 2020s
| Edició                   | Director(s)                                        | Pel·lícula                  | Ref.   |
| ------------------------ | -------------------------------------------------- | --------------------------- | ------ |
| 2020 VII Premis Platino  | Pedro Almodóvar                                    | Dolor y gloria              | [ 13 ] |
| 2020 VII Premis Platino  | Alejandro Amenábar                                 | Mientras dure la guerra     | [ 14 ] |
| 2020 VII Premis Platino  | Aitor Arregi Galdos, Jon Garaño, Jose Mari Goenaga | La trinchera infinita       | [ 14 ] |
| 2020 VII Premis Platino  | Juan José Campanella                               | El cuento de las comadrejas | [ 14 ] |
| 2021 VIII Premis Platino | Fernando Trueba                                    | El olvido que seremos       | [ 15 ] |
| 2021 VIII Premis Platino | Icíar Bollaín                                      | La boda de Rosa             | [ 16 ] |
| 2021 VIII Premis Platino | Jayro Bustamante                                   | La Llorona                  | [ 16 ] |
| 2021 VIII Premis Platino | Michel Franco                                      | Nuevo orden                 | [ 16 ] |
| 2022 IX Premis Platino   | Fernando León de Aranoa                            | El buen patrón              | [ 17 ] |
| 2022 IX Premis Platino   | Icíar Bollaín                                      | Maixabel                    | [ 18 ] |
| 2022 IX Premis Platino   | Pedro Almodóvar                                    | Madres paralelas            | [ 18 ] |
| 2022 IX Premis Platino   | Tatiana Huezo                                      | Noche de fuego              | [ 18 ] |